# Medemblik

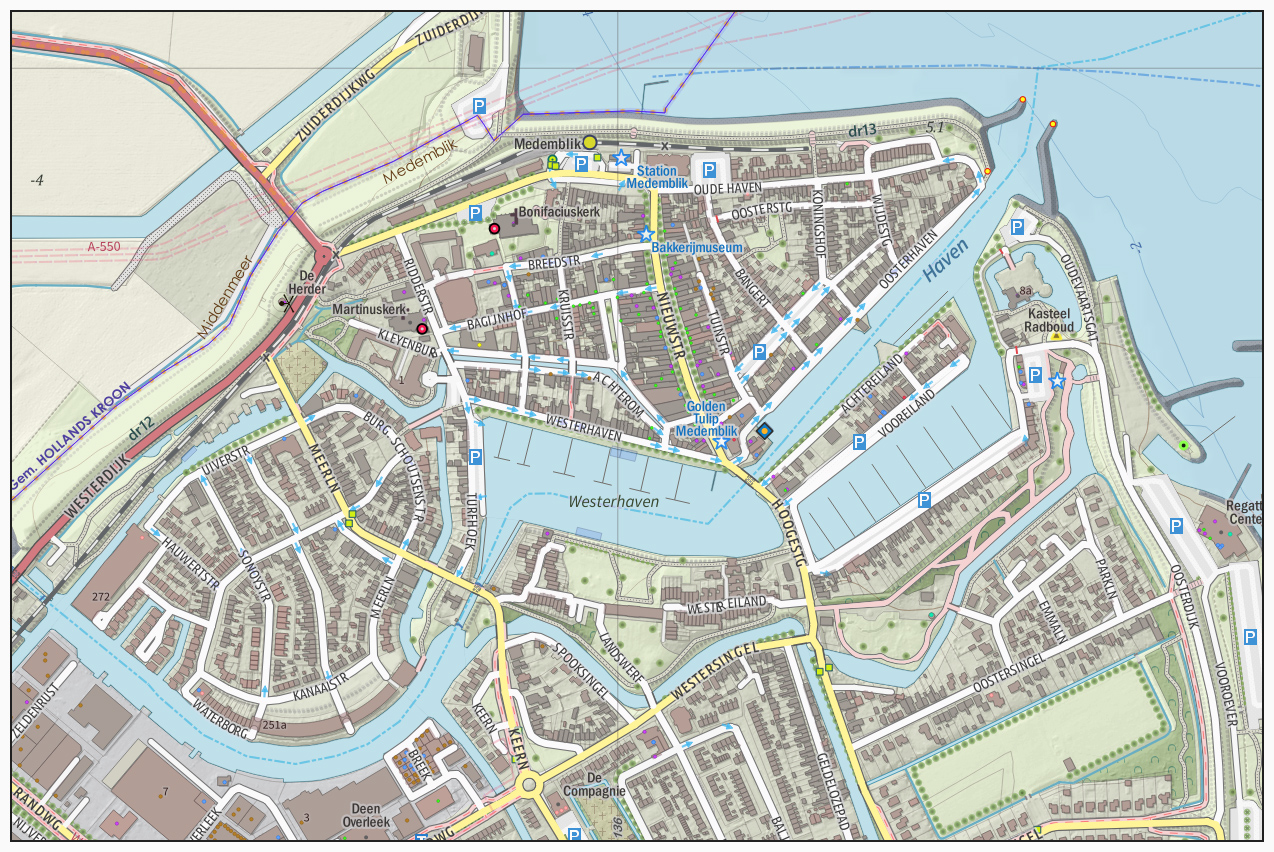
Karte des Stadtzentrums von Medemblik

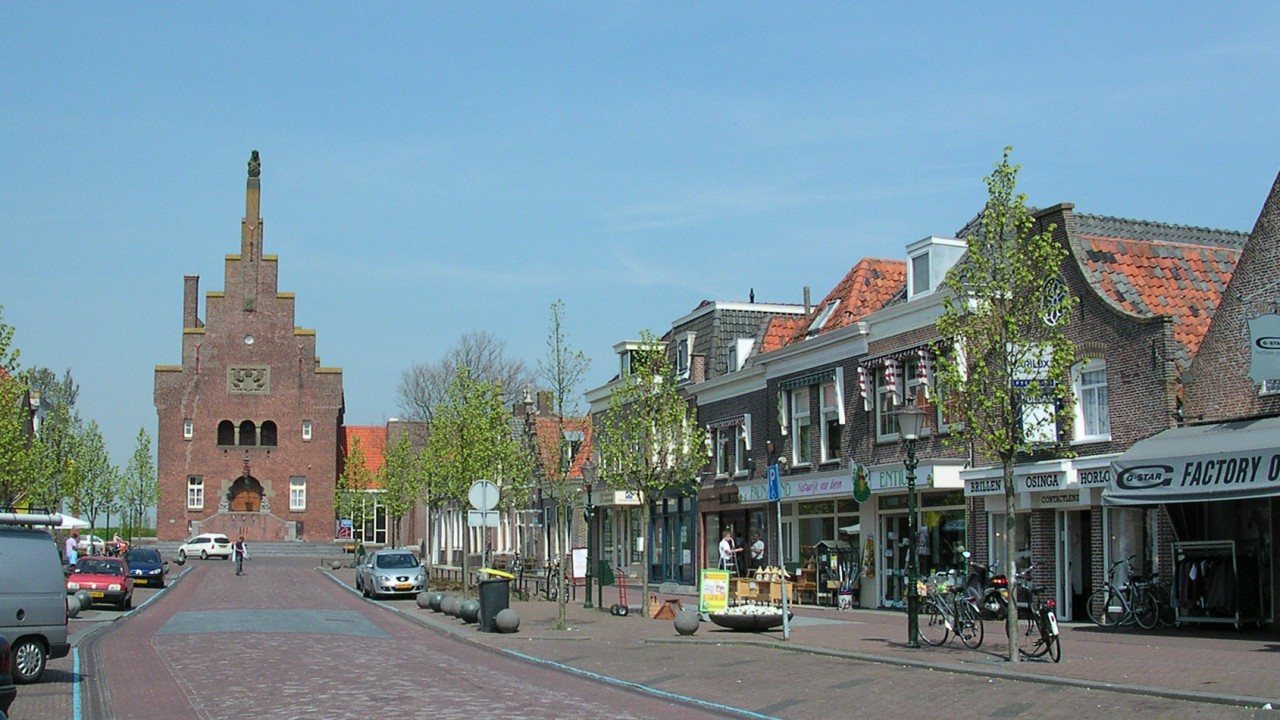
Stadtzentrum von Medemblik

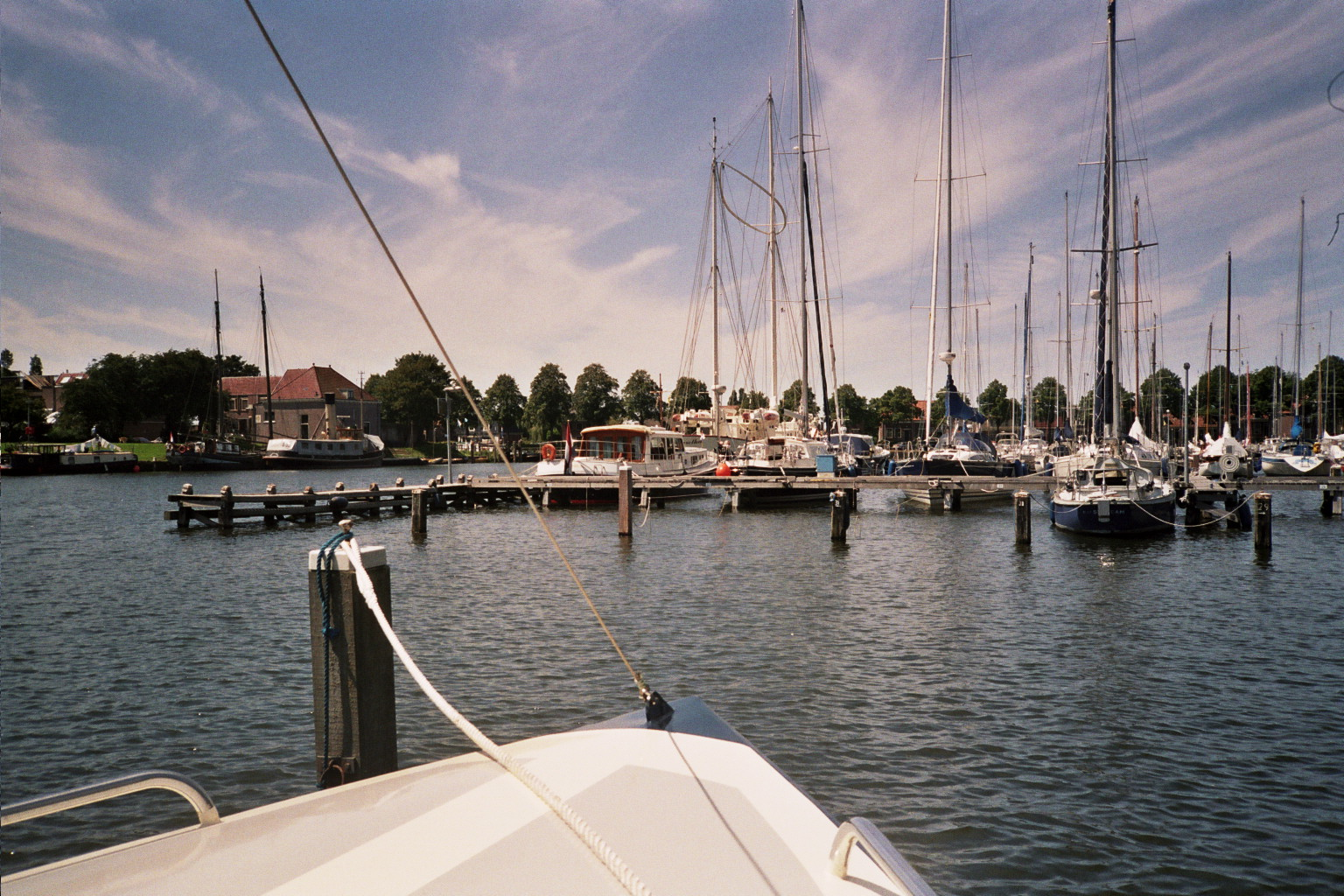
Westerhaven

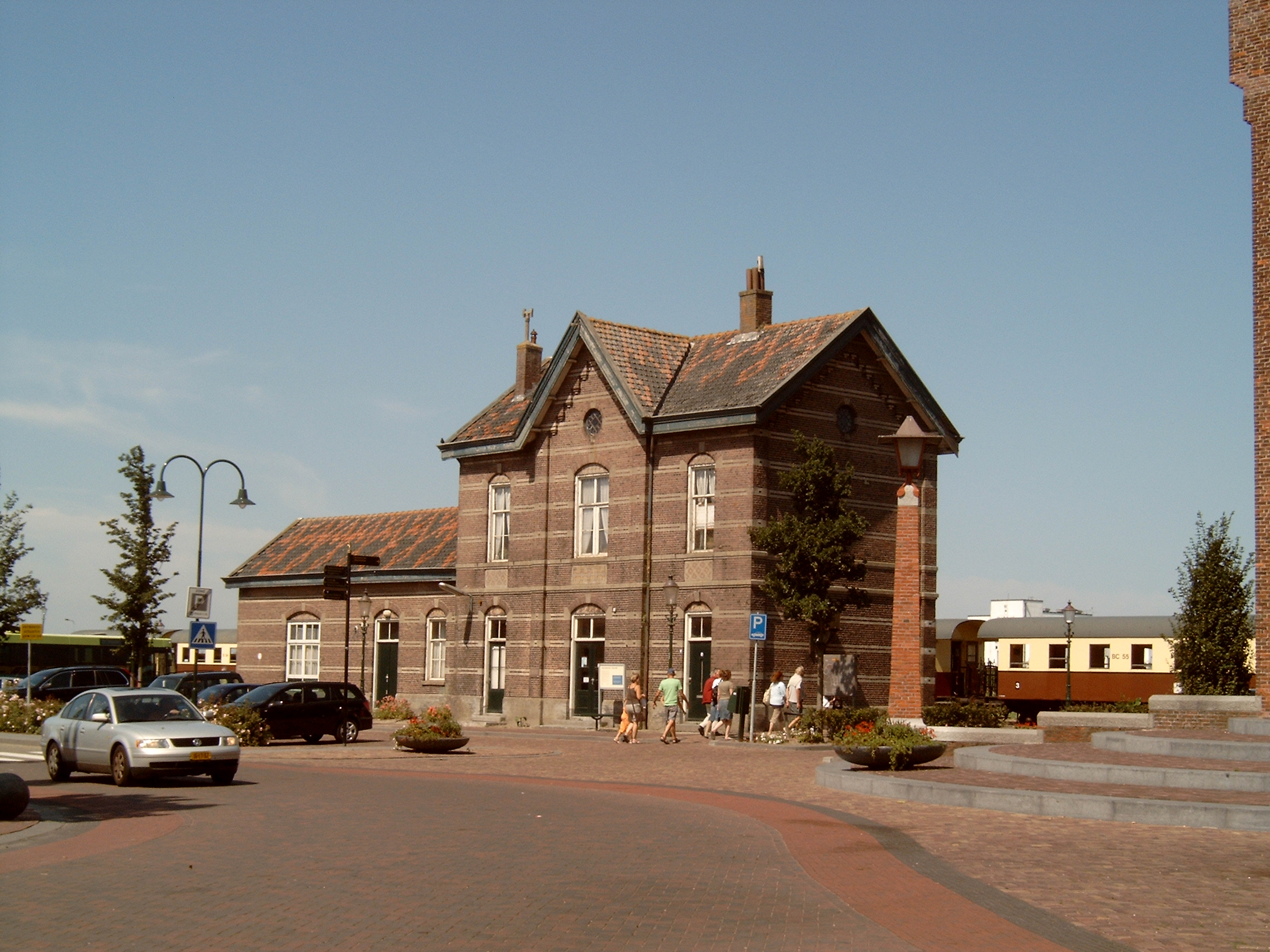
Bahnhof

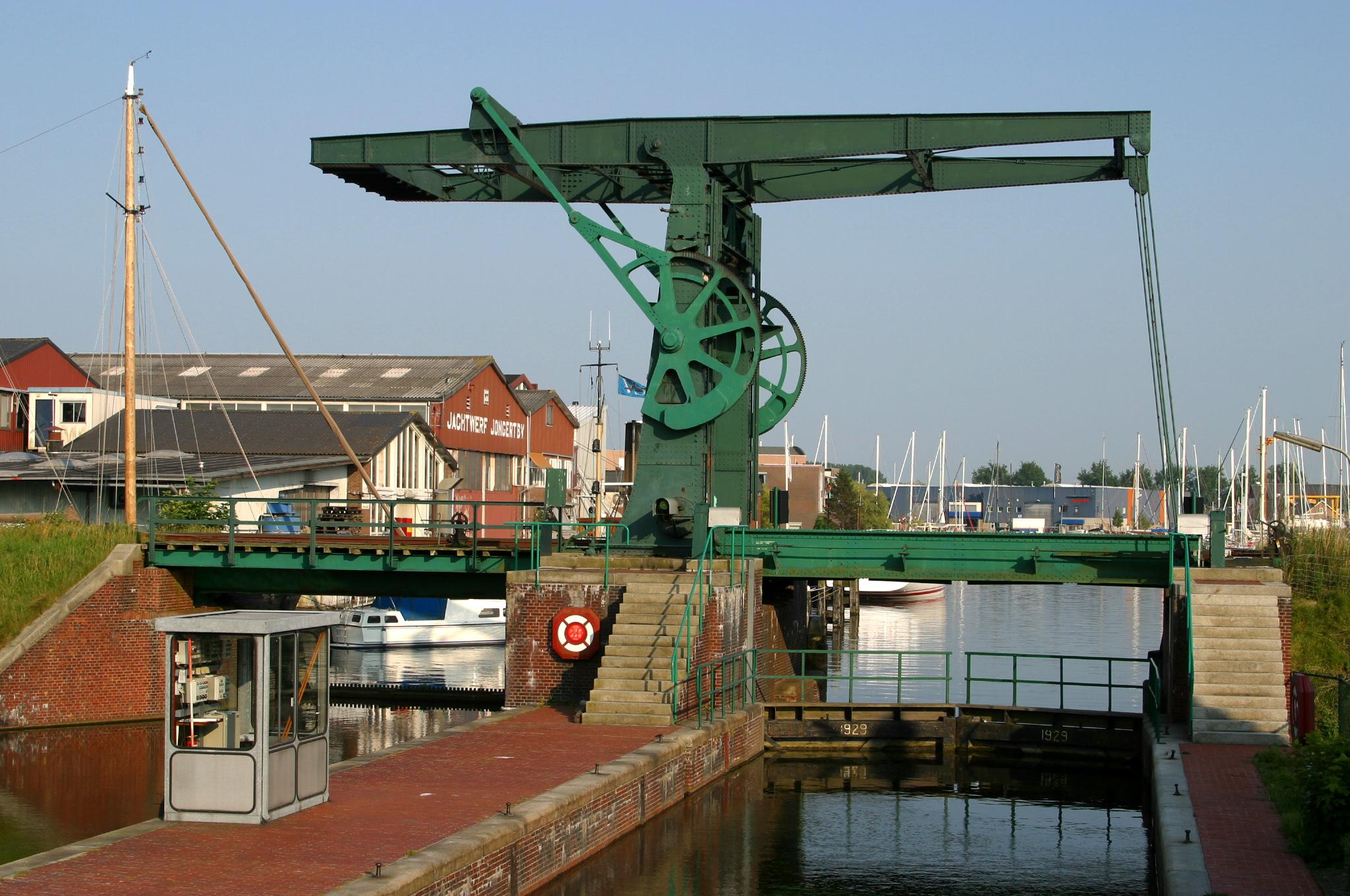
Schleuse

Medemblik (anhörenⓘ) (westfriesisch Memelik) ist eine niederländische Stadt und Gemeinde in der Provinz Nordholland. Die Stadtgemeinde Medemblik, wie sie bis zum 31. Dezember 2006 bestand, zählte 7.744 Einwohner. Die Großgemeinde Medemblik, die am 1. Januar 2007 aus Medemblik, Noorder-Koggenland und Wognum gebildet wurde, zählt 45.943 Einwohner (Stand: 1. Januar 2025). Zum 1. Januar 2011 kamen noch die Gemeinden Andijk und Wervershoof dazu.

## Lage und Wirtschaft
Medemblik liegt im Nordosten der Provinz, an der Küste des IJsselmeeres, nicht weit von der ehemaligen Insel Wieringen. Der Abstand zu Amsterdam ist etwa 65 km. Es gibt zahlreiche Gewerbe (meist Kleinbetriebe). In der Umgebung ist die Landwirtschaft von Bedeutung, ebenso wie der Wassersporttourismus.

## Ortsgliederung
Die Gemeinde Medemblik besteht aus den Dörfern Abbekerk, Andijk, Benningbroek, Hauwert, Lambertschaag, Midwoud, Nibbixwoud, Onderdijk, Oostwoud, Opperdoes, Sijbekarspel, Twisk, Wervershoof, Wognum, Zwaagdijk-Oost und Zwaagdijk-West und der Stadt Medemblik.

## Geschichte
Medemblik wurde im 10. Jahrhundert urkundlich erwähnt als Medemalacha (an der Mitte des Gewässers Ach oder A). Graf Floris V. von Holland ließ dort 1288 die Burg Radboud bauen, benannt nach einem legendären König der Friesen, der dieses Gebiet im Frühmittelalter besiedeln ließ.
Ein Jahr später bekam das immer noch in gewisser Hinsicht friesische Medemblik von Floris das Stadtrecht.
Zwischen 1296 und 1299 war Medemblik Kern eines Aufstandes gegen Holland. Auch 1492 und 1517 (Eroberung durch Grote Pier) wurde die Stadt von den Wirren eines Bürgerkrieges getroffen.
Im Achtzigjährigen Krieg kam Medemblik durch das Eingreifen der Geusen unter Sonoy an die Protestanten. Ein Streben nach Unabhängigkeit endete 1588 mit der Einnahme der Stadt durch Moritz von Nassau.
Da die Wirtschaftskonkurrenten Hoorn und Enkhuizen für die Schiffe besser anzulaufen waren, fiel Medemblik im 17. Jahrhundert zu einer Kleinstadt zurück.

## Sehenswürdigkeiten
Von Burg Radboud (Kasteel Radboud) stehen noch zwei ursprüngliche Wohnflügel, die an Sonntagen nachmittags (im Sommer auch an anderen Tagen) besichtigt werden können. Zu sehen ist dort eine Ausstellung über das Leben der Westfriesen im Mittelalter und die Geschichte der Stadt und ihrer Burg. Der Umfang der alten Zwingburg, die errichtet worden war, um die Westfriesen zu unterwerfen, kann man dem von einem Wassergraben umgebenden Gelände noch ansehen. 1889 wurde die Anlage renoviert und vor dem Verfall gerettet. Von 1900 bis Anfang der 1930er Jahre war in einem Saal das Medembliker Amtsgericht untergebracht.
In der Innenstadt sind die Kirche St. Bonifatius (16. Jahrhundert), die Stadtwaage (1692, Heimatmuseum) und einige alte Häuser sehenswert.
Am IJsselmeer dem Ort vorgelagert gibt es einen Jachthafen, das Medemblik Regatta Center. Im Ort selbst befinden sich drei weitere Häfen: der Oosterhaven und der Westerhaven, getrennt durch eine Klappbrücke, sowie der Pekelharinghaven, dem ehemaligen Fußballplatz.
Es gibt eine Museumseisenbahn nach Hoorn.
Im Bakkerijmuseum De Oude Bakkerij (Bäckereimuseum Die Alte Bäckerei) in der Nieuwstraat wird die Produktion von Broten, Brötchen, Kuchen, Torten und Keksen demonstriert. Das Nederlands Stoommachinemuseum (Niederländische Dampfmaschinen-Museum), wenige Hundert Meter außerhalb der Stadt am Oosterdijk gelegen, zeigt historische Dampfmaschinen.

## Bildergalerie

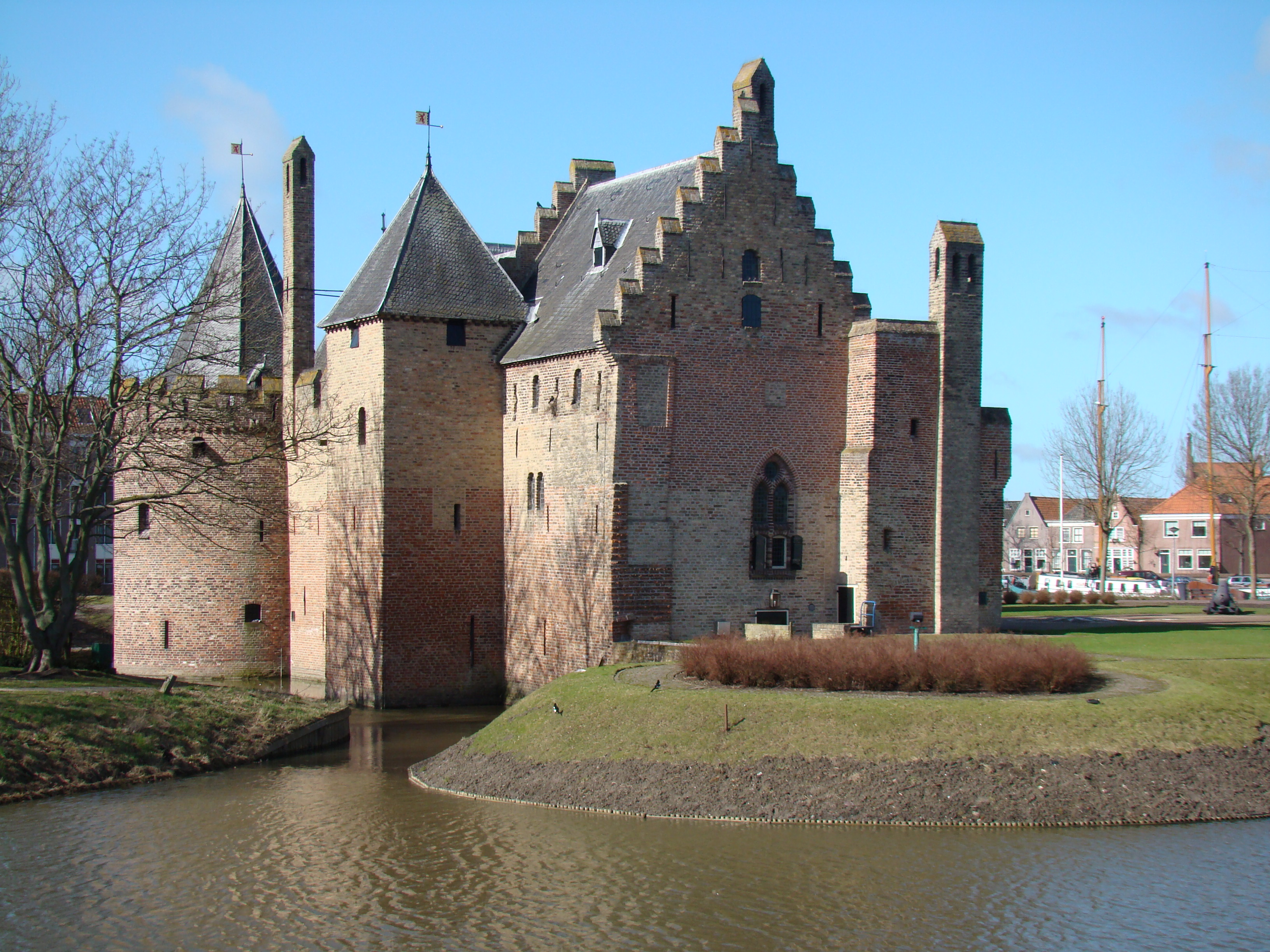
Burg Radboud
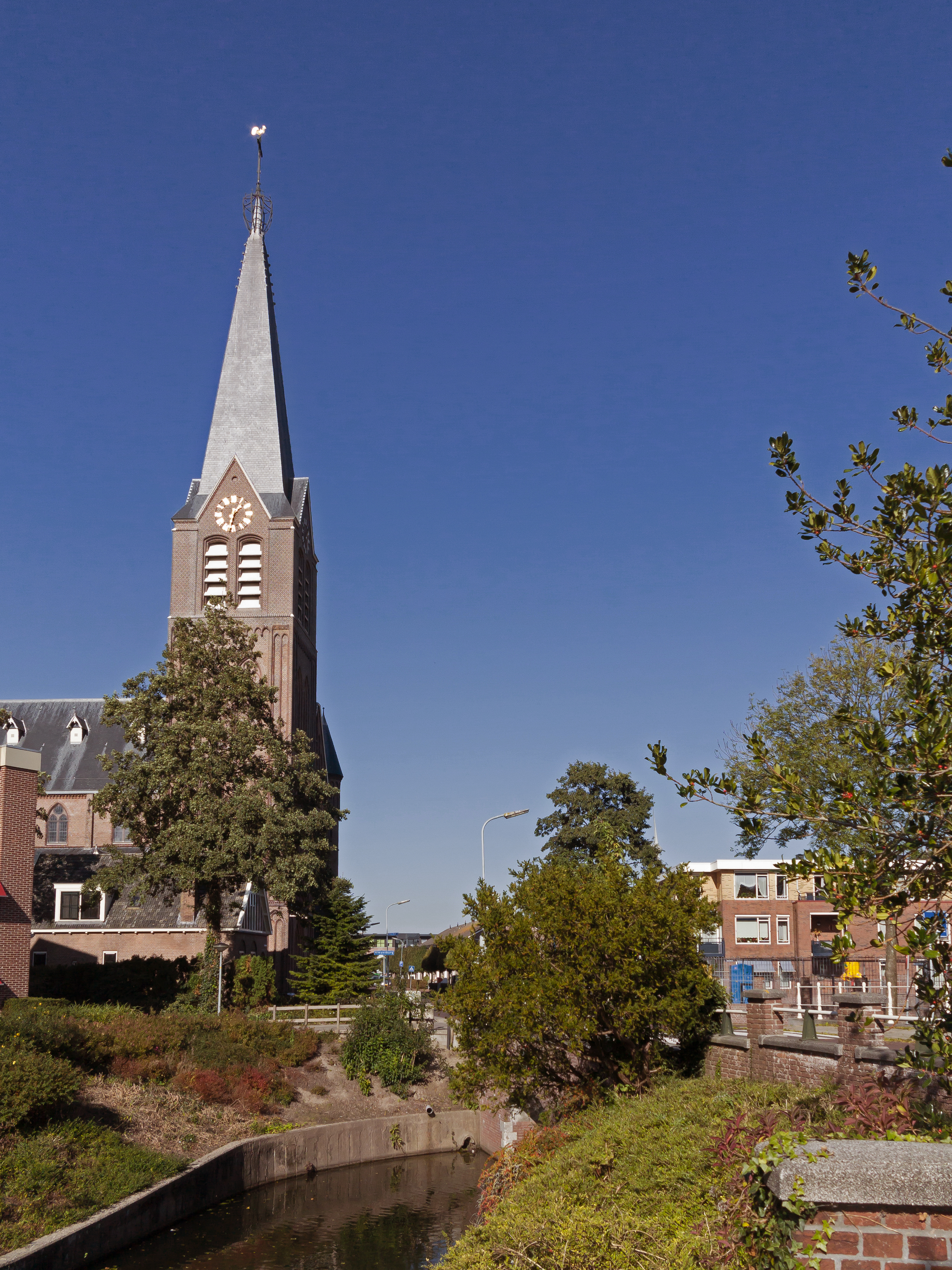
Medemblik, Kirche: de Sint Martinuskerk
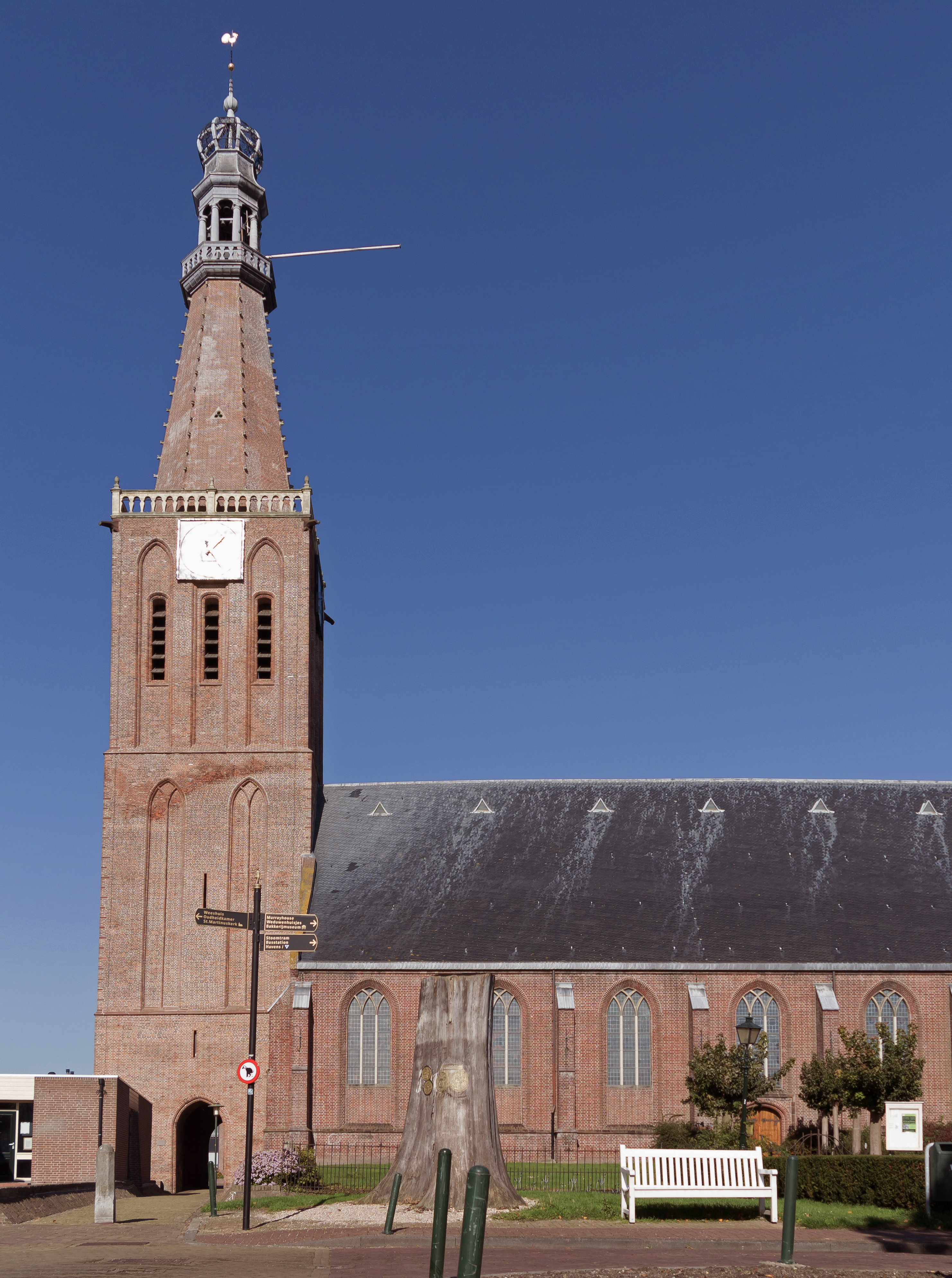
Medemblik, Kirche: Grote of Sint Bonifaciuskerk
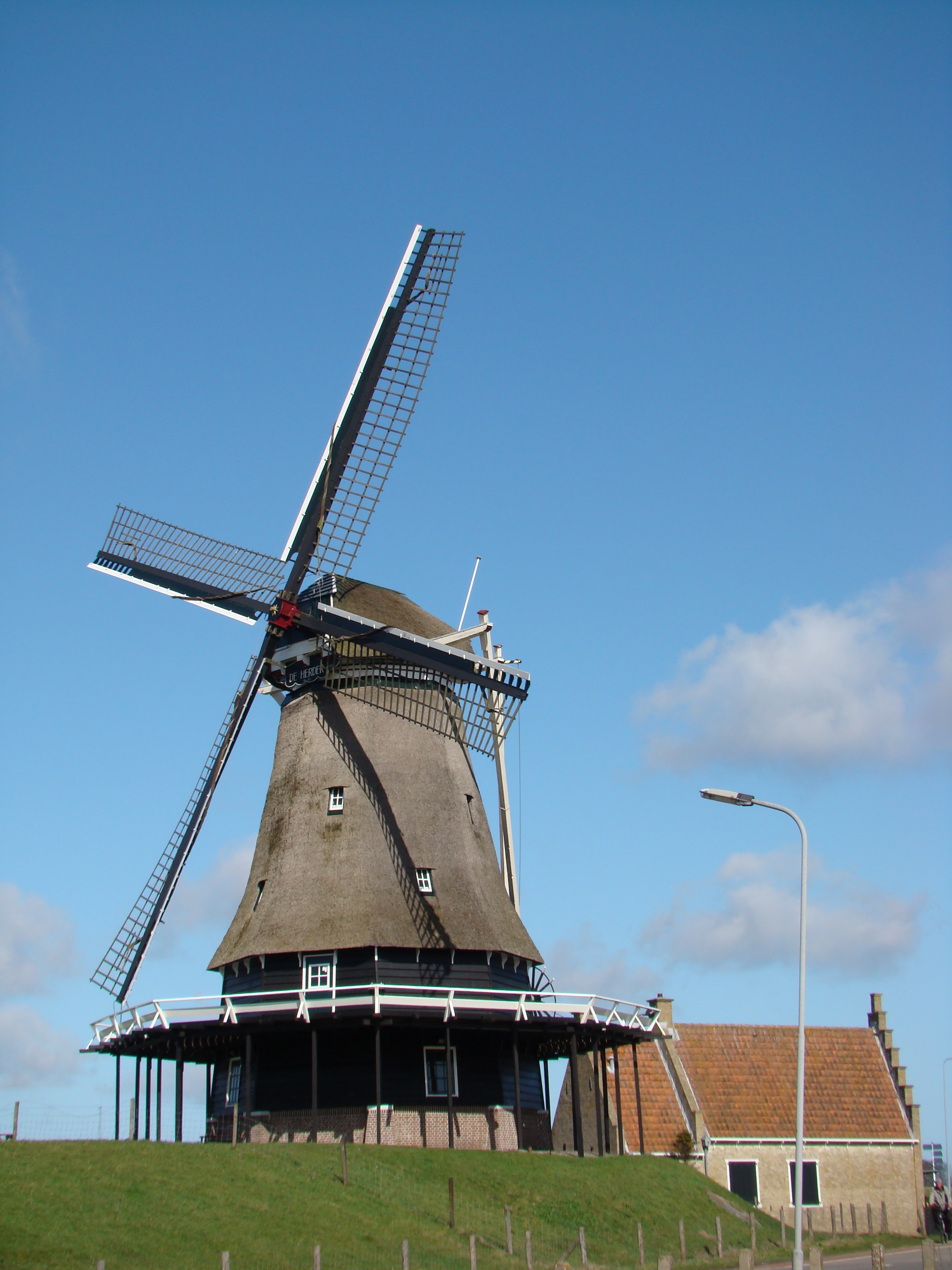
Mühle De Herder
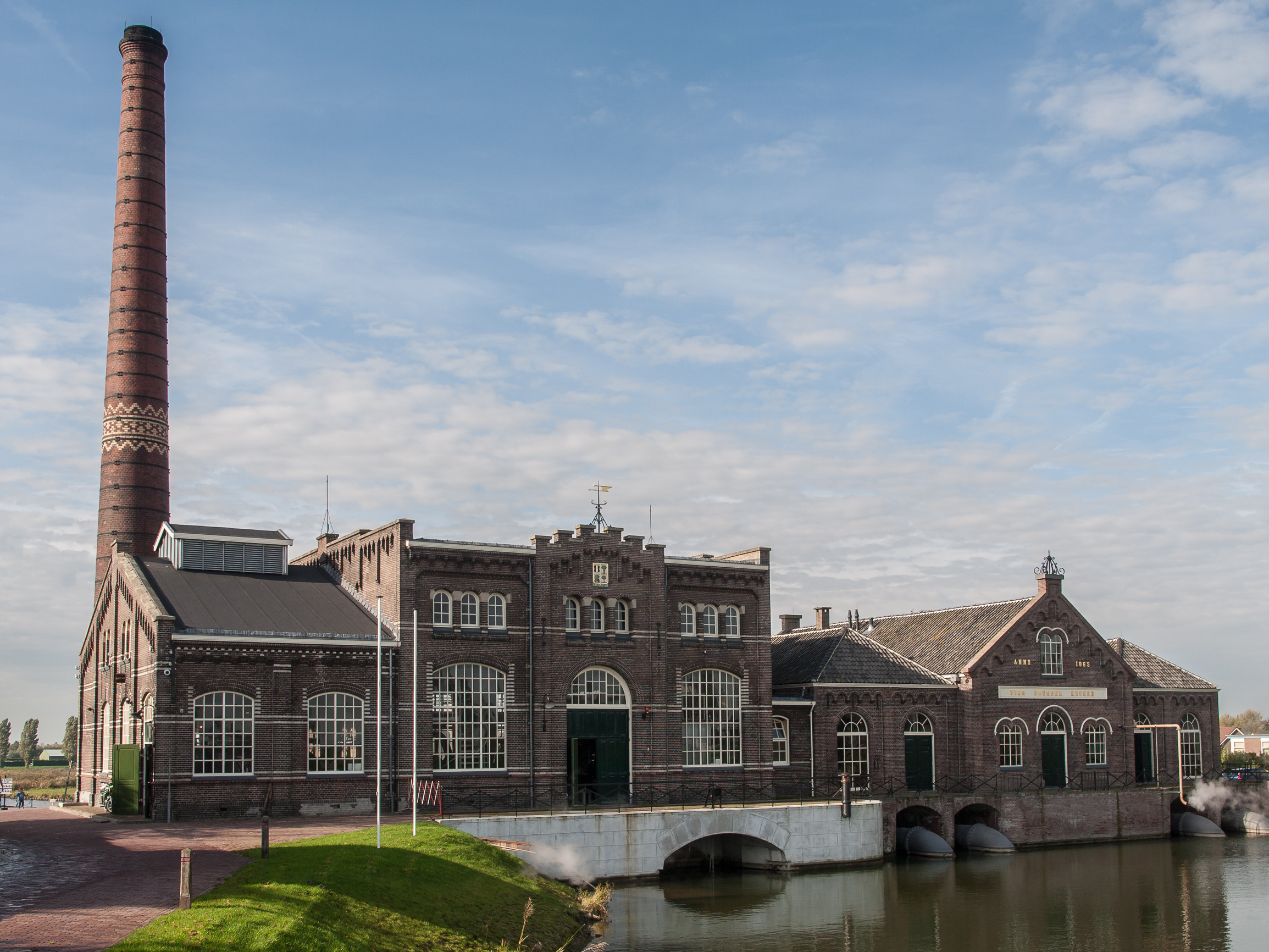
Niederländisches Dampfmaschinen-Museum
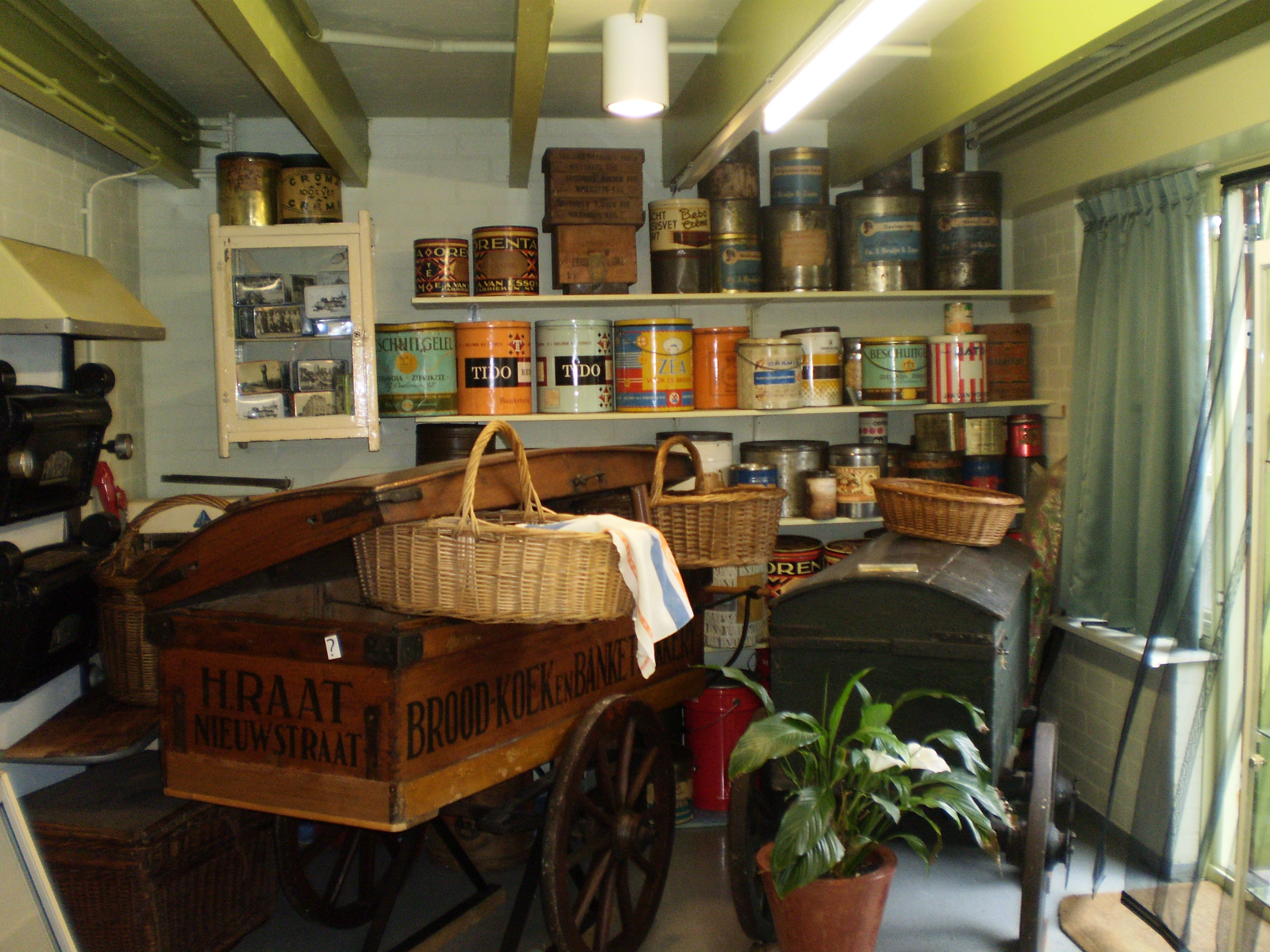
Im Bäckereimuseum

## Politik

### Sitzverteilung im Gemeinderat
Seit 1982 wird der Gemeinderat von Medemblik wie folgt gebildet:
| Partei                                 | Sitze | Sitze | Sitze | Sitze | Sitze | Sitze | Sitze | Sitze | Sitze | Sitze | Sitze |
| Partei                                 | 1982  | 1986  | 1990  | 1994  | 1998  | 2002  | 2006  | 2010  | 2014  | 2018  | 2022  |
| -------------------------------------- | ----- | ----- | ----- | ----- | ----- | ----- | ----- | ----- | ----- | ----- | ----- |
| Hart voor Medemblik                    | –     | –     | –     | –     | –     | –     | –     | –     | –     | –     | 6     |
| CDA                                    | 4     | 4     | 3     | 3     | 4     | 3     | 7     | 6     | 7     | 6     | 5     |
| GemeenteBelangen                       | 3     | 3     | 1     | 2     | 2     | 2     | 4     | 3     | 4     | 5     | 5     |
| VVD                                    | 2     | 2     | 3     | 2     | 2     | 3     | 4     | 8     | 5     | 6     | 5     |
| MORGEN! a                              | –     | –     | –     | –     | –     | –     | –     | –     | –     | –     | 4     |
| D66                                    | –     | –     | –     | –     | –     | –     | –     | 1     | 3     | 2     | 2     |
| GroenLinks                             | –     | –     | 3     | 2     | 2     | 1     | –     | 2     | 1     | 1     | 1     |
| Progressief West-Friesland a           | –     | –     | –     | –     | –     | –     | 2     | 2     | 2     | 2     | –     |
| ChristenUnie                           | –     | –     | –     | –     | –     | –     | –     | 1     | 1     | 1     | 1     |
| PvdA a                                 | 2     | 3     | 1     | 2     | 2     | 2     | 3     | 3     | 2     | 2     | –     |
| Progressief Wervershoof 2010 a         | –     | –     | –     | –     | –     | –     | –     | 1     | 1     | 1     | –     |
| Betrouwbaar Actief Menselijk Medemblik | –     | –     | –     | –     | –     | –     | –     | –     | 1     | 1     | –     |
| Onafhankelijke Westfriese Partij       | –     | –     | –     | –     | –     | –     | 1     | 1     | 0     | –     | –     |
| Andijker Belang                        | –     | –     | –     | –     | –     | –     | –     | 1     | –     | –     | –     |
| Volkspartij Medemblik                  | –     | –     | 2     | 2     | 1     | 2     | –     | –     | –     | –     | –     |
| CPN                                    | 2     | 1     | –     | –     | –     | –     | –     | –     | –     | –     | –     |
| Gesamt                                 | 13    | 13    | 13    | 13    | 13    | 13    | 21    | 27    | 27    | 27    | 29    |

Anmerkungen

### Bürgermeister
Seit dem 26. September 2023 ist Michiel Pijl (CDA) amtierender Bürgermeister der Gemeinde. Zu seinem Kollegium zählen die Beigeordneten Joset Fit (GemeenteBelangen), Andrea van Langen (VVD), Harry Nederpelt (CDA), Dirk Kuipers (PvdA) sowie der Gemeindesekretär Jaap Zwaan.

## Persönlichkeiten
- Willy de Beer (* 1942), Eisschnellläuferin